# Ferrovia Lecco-Brescia
La ferrovia Lecco-Brescia è una linea ferroviaria gestita da RFI che utilizza tratte ferroviarie costruite in tempi diversi:
- la linea Lecco-Bergamo inaugurata nel 1863;
- la linea Bergamo-Brescia inaugurata nel 1854 come parte della Ferrovia Ferdinandea.

La linea include le seguenti stazioni e fermate: Lecco Maggianico, Vercurago-San Girolamo, Calolziocorte-Olginate, Cisano-Caprino Bergamasco, Pontida, Ambivere-Mapello, Ponte San Pietro, Bergamo Ospedale, Bergamo, Seriate, Albano Sant'Alessandro, Montello-Gorlago, Chiuduno, Grumello del Monte, Palazzolo sull'Oglio, Cologne, Coccaglio, Rovato e Ospitaletto-Travagliato.